# Школа Королевы Луизы
Шко́ла Короле́вы Луи́зы (нем. Königin-Luise-Schule) — девичья гимназия в городе Кёнигсберге. После Великой Отечественной войны числится как средняя общеобразовательная школа в Калининграде.

## История
Готтлиб Вайс открыл частную школу на Бродбенкенштрассе в Кнайпхофе в 1811 году, но шесть лет спустя она была приобретена городским правительством. В 1867 году школу, известную тогда как Сотерше Шуле, разместили в здании, ранее использовавшемся гимназией Кнайпхофа, недалеко от Кёнигсбергского собора. В 1901 году школа переехала на Ландхофмайстерштрассе (нынешняя улица Сергея Тюленина), а в 1938 году она была переименована в честь королевы Луизы.
После окончания Великой Отечественной войны школа практически не пострадала, а начиная с 1961 года является общеобразовательной, а также до сих пор продолжает работать как школа № 41.
В 2019 году МАОУ СОШ № 41 была присоединена к МАОУ Гимназии № 32, тем самым МАОУ СОШ № 41 стала корпусом Б МАОУ Гимназии № 32 , на основании постановления администрации городского округа "Город Калининград" от 09.04.2019 №304.